# 尾崎裕哉
尾崎裕哉（日语：／ Ozaki Hiroya，1989年7月24日—），日本创作歌手，前电台节目主持人。出生于东京都，已故知名歌手尾崎丰之子。

## 经历
1989年尾崎裕哉出生，在他两岁时父亲尾崎丰去世，此后跟随母亲前往美国波士顿生活，直到15岁返日。2008年从美国在日学校毕业，进入庆应义塾大学就读。2013年进入同校研究生院，2015年毕业。
2004年以HIRO的名义参加了父亲尾崎丰的致敬专辑《"BLUE" A TRIBUTE TO YUTAKA OZAKI》的录制，演唱了尾崎丰的出道单曲《15的夜晚》。
2010年10月，在自己首档电台节目《CONCERNED GENERATION》中担任DJ。
2012年7月，在FUJI ROCK音乐节现场首次进行公开演出。2013年4月参加了纪念尾崎丰出道30周年的演唱会并演唱了两首歌曲。
2016年尾崎裕哉开始正式音乐活动。2月21日在东京举办了个人专场演唱会“WITH YOU / HIROYA OZAKI”，并在3月9日在大阪加场。7月16日出演TBS“音乐日”节目，是首次在电视节目中现场演唱歌曲。9月4日举办音乐厅演唱会，会上宣布尾崎裕哉主流出道，并将于9月5日开始配信个人首张作品（开始的地方），这首歌在10月成为了RecoChoku的广告曲。
2017年3月22日，发布首张迷你专辑也是首张实体CD《LET FREEDOM RING》，由音乐制作人莺谷好位置制作。而专题巡回演唱会“LET FREEDOM RING TOUR 2017”于2月26日就先行开始，共举办5站。10月4日发布第二张迷你专辑《SEIZE THE DAY》，收录包括剧场版动画《交响诗篇优莱卡7 Hi-evolution》主题曲《Glory Days》在内的4首歌曲。《Glory Days》在mora和iTunes Store平台获得下载第一位的成绩。首次音乐厅巡回演唱会“SEIZE THE DAY TOUR 2017”于10月6日开始。而首次弹唱巡回“ONE MAN STAND 2017”在12月2日开始。
2018年4月25日，与SKY-HI合作的歌曲发布。5月14日首次以三人乐队组的形式举办巡回演唱会“BEYOND ALL BORDERS TOUR 2018”，支援乐手为樱田泰启和今村慎太郎。9月11日，个人事务所(株)GETTYsBURG成立。10月8日新歌《这片天空都是你》（この空をすべて君に）成为电视动画《苍天之拳-REGENESIS-》的结尾曲开始使用，11月9日配信开始。

## 作品

### 迷你专辑
|     | 发售日        | 标题             | 格式   | 编号       | ORICON 最高位 |
| --- | ------------- | ---------------- | ------ | ---------- | ------------- |
| 1st | 2017年3月22日 | LET FREEDOM RING | CD     | TFCC-89613 | 21位          |
| 2nd | 2017年10月4日 | SEIZE THE DAY    | CD+DVD | TFCC-89635 | 13位          |
| 2nd | 2017年10月4日 | SEIZE THE DAY    | CD     | TFCC-9636  | 13位          |

### 配信单曲
|     | 发售日        | 标题       | 收录专辑         |
| --- | ------------- | ---------- | ---------------- |
| 1st | 2016年9月5日  |            | LET FREEDOM RING |
| 2nd | 2017年9月15日 | Glory Days | SEIZE THE DAY    |
| 3rd | 2018年4月25日 |            |                  |
| 4th | 2018年11月9日 |            |                  |

## 演唱会

### 专场巡回
| 举办日期                 | 标题                         | 举办地                                 | 备注                               |
| ------------------------ | ---------------------------- | -------------------------------------- | ---------------------------------- |
| 2017年2月26日 - 3月24日  | LET FREEDOM RING TOUR 2017   | 福岡・BEAT STATION（2月26日）          | 首次全国巡回                       |
| 2017年2月26日 - 3月24日  | LET FREEDOM RING TOUR 2017   | 大阪・BIG CAT（3月2日）                | 首次全国巡回                       |
| 2017年2月26日 - 3月24日  | LET FREEDOM RING TOUR 2017   | 東京・EX THEATER ROPPONGI（3月11日）   | 首次全国巡回                       |
| 2017年2月26日 - 3月24日  | LET FREEDOM RING TOUR 2017   | 愛知・BOTTOM LINE（3月15日）           | 首次全国巡回                       |
| 2017年2月26日 - 3月24日  | LET FREEDOM RING TOUR 2017   | 新潟・NIIGATA LOTS（3月24日）          | 首次全国巡回                       |
| 2017年10月6日 - 11月12日 | SEIZE THE DAY TOUR 2017      | 大阪・NHK大厅（10月6日）               |                                    |
| 2017年10月6日 - 11月12日 | SEIZE THE DAY TOUR 2017      | 愛知・Zepp Nagoya（10月18日）          |                                    |
| 2017年10月6日 - 11月12日 | SEIZE THE DAY TOUR 2017      | 東京・东京国际论坛（11月3日）          |                                    |
| 2017年10月6日 - 11月12日 | SEIZE THE DAY TOUR 2017      | 千葉・松户市文化会馆（11月12日）       |                                    |
| 2017年12月2日 - 12月22日 | One Man Stand 2017           | 広島・BLUE LIVE HIROSHIMA（12月2日）   | 首次弹唱巡回                       |
| 2017年12月2日 - 12月22日 | One Man Stand 2017           | 大阪・梅田Shangri-La（12月7日）        | 首次弹唱巡回                       |
| 2017年12月2日 - 12月22日 | One Man Stand 2017           | 新潟・GIOIA MIA（12月9日）             | 首次弹唱巡回                       |
| 2017年12月2日 - 12月22日 | One Man Stand 2017           | 宮城・SENDAI CLUB JUNK BOX（12月10日） | 首次弹唱巡回                       |
| 2017年12月2日 - 12月22日 | One Man Stand 2017           | 東京・新宿ReNY（12月22日）             | 首次弹唱巡回                       |
| 2018年5月14日 - 5月25日  | BEYOND ALL BORDERS TOUR 2018 | 東京・LIQUID ROOM（5月14日）           | 组成3人乐队演出 东京名古屋大阪巡回 |
| 2018年5月14日 - 5月25日  | BEYOND ALL BORDERS TOUR 2018 | 東京・LIQUID ROOM（5月15日）           | 组成3人乐队演出 东京名古屋大阪巡回 |
| 2018年5月14日 - 5月25日  | BEYOND ALL BORDERS TOUR 2018 | 愛知・BOTTOM LINE（5月17日）           | 组成3人乐队演出 东京名古屋大阪巡回 |
| 2018年5月14日 - 5月25日  | BEYOND ALL BORDERS TOUR 2018 | 大阪・BIG CAT（5月25日）               | 组成3人乐队演出 东京名古屋大阪巡回 |

## 广告
- ANA“American Express Gold Card”
- InterFM 企业广告“出发篇”

## 著书
- 《二世》（2016年8月23日、新潮社）ISBN 978-4103502616